# Ibn Amira al-Makhzumí

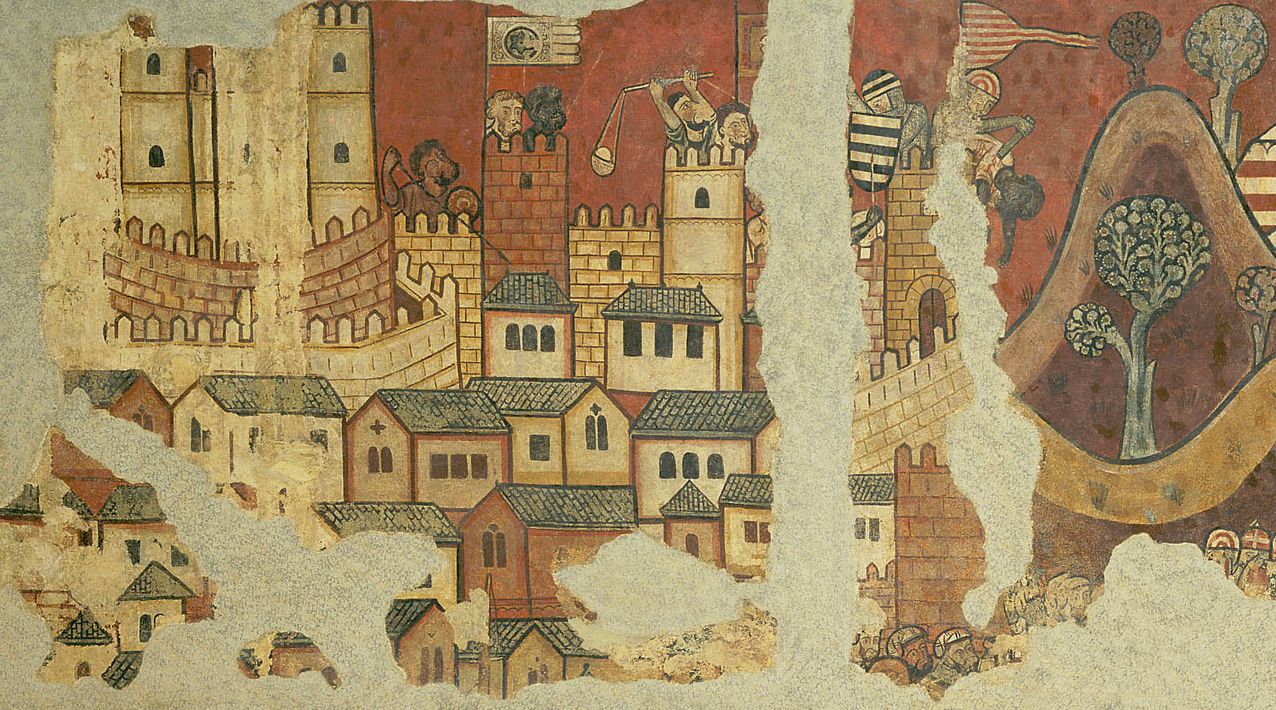
Assalt a Madīna Mayūrqa el 31 de desembre de 1229, recollit a les pintures murals de la conquesta de Mallorca.

Abu-l-Mutàrrif Àhmad ibn Abd-Al·lah ibn Muhàmmad ibn al-Hussayn ibn Àhmad ibn Amira al-Makhzumí (àrab: أبو المطرف أحمد بن عبد الله بن محمد بن الحسين ابن عميرة المخزومي, Abū l-Muṭarrif Aḥmad ibn ʿAbd Allāh ibn Muḥammad ibn al-Ḥusayn ibn ʿAmīra al-Maẖzūmī), més conegut senzillament pel seu sobrenom o pseudònim (xuhra) com a Ibn Amira o com a Ibn Amira al-Makhzumí (Alzira, finals de 1186 - Tunis, 26 de novembre de 1260), fou un historiador, poeta i jurista andalusí d'època almohade.

## Biografia
Fill de l'erudit Abu-Muhàmmad Abd-Al·lah, estudià en València amb l'historiador i poeta Sulayman ibn Mussa al-Kalaí les tradicions (sunna) i la llengua; amb Abu-l-Hàssan Àhmad ibn Wayid al-Qaysí, dret islàmic (fiqh) i literatura; i amb Abu-Abd-Al·lah Muhàmmad ibn Nuh al-Gafiqi, el hadit; a Xàtiva estudià, amb Abu-Úmar Àhmad ibn Harun ibn At al-Satibí, l'obra de Màlik; en Dénia, amb Abu-Muhàmmad Abd-Al·lah ibn Hawt Al·lah al-Ansarí, l'obra de Sibawayhi i d'Al-Gafiqi; a Sevilla, amb el gramàtic Abu-Alí Úmar ibn Muhàmmad al-Azdí al-Salawbin; i a Múrcia, amb Abu-Bakr Aziz ibn Khattab, estudià les ciències especulatives (kàlam, lògica i filosofia) i els fonaments del dret.
Ibn Amira ensenyà a uns pocs alumnes, i compaginà els seus estudis i la cerca de nous mestres amb els càrrecs de secretari i cadi al servei de nombrosos governs locals, tant de l'Àndalus com d'Ifríqiya.
Inicià la seva carrera administrativa en 1210 com a secretari del governador almohade de València, després es trasllada a Sevilla, on el 1220 ocupava el càrrec de secretari del governador. El 1223 torna a València, i fou secretari d'Abu-Zayd i de Zayyan, successivament. El 1230 es trasllada als dominis d'Ibn Hud, on ocupa el càrrec de secretari del governador d'Alzira fins al 1232, en què és nomenat cadi de Xàtiva i Oriola, i en 1235 col·labora amb el governador de Múrcia en un viatge d'inspecció dels districtes de Baza, Purchena i Los Vélez. A la mort d'Ibn Hud, el succeeix el governador de Múrcia, Ibn Jattab, antic mestre d'Ibn Amira, el qual el nomena secretari seu, fins que Zayyan ocupa el poder executant a Ibn Khattab, i aquell el torna a reclamar com a secretari.
La caòtica situació política el mou en 1239 a emigrar cap al nord d'Àfrica, on exerceix breument de secretari del califa almohade Abd-al-Wàhid ar-Raixid, i de seguida és nomenat cadí d'Aghmat i després de Rabat-Salé. Durant el regnat d'Abu-l-Hàssan Alí as-Saïd (1242-1248) exerceix de cadí a Meknès, i quan el califa és assassinat es trasllada a Ifríqiya, on troba a Ibn al-Abbar, i entra en l'administració de l'emir hàfsida, primer com a secretari del governador de Bugia, i després com a secretari en Tunis, d'on passa a exercir el càrrec de cadi en diverses localitats: Gabès, Lorbeus i Constantina, essent finalment reclamat pel califa al-Mustànsir bi-L·lah en qualitat de conseller, fins a la seva mort.

## Obra
D'una producció escassa, destaquen, com en altres autors exiliats al nord d'Àfrica, les pàgines dedicades a plorar la pèrdua del seu país, a mans dels conqueridors cristians.

### Prosa
- Iqtiḍāb nabīl fī ṯawrat al-murīdīn (Noble compendi, que tracta de la revolta dels novicis sufís). Resum de l'obra d'Ibn Sàhib-as-Salat sobre la revolta d'un grup sufí contra els almoràvits en l'Algarve l'any 1144. Obra perduda.
- Kitāb tā’rīẖ Mayūrqa (Llibre de la història de Mallorca). Epístola en prosa rimada (rissala) formant una crònica dels darrers anys del domini musulmà de Mallorca fins a la conquesta cristiana, on predomina l'element literari sobre l'històric. És un text de gran importància pel fet de donar testimoni de la visió musulmana de la conquesta de Mallorca, una mena de rèplica al Llibre dels fets, amb el qual, però, coincideix en els fets essencials.[2]
- Rasāʾil (Epístoles). Conjunt de cartes o risālas oficials o personals.
- Kitāb al-tambīhāt ʿalà mā fī l-Tibyān min al-tamwīhāt (Llibre de les advertències, sobre les opinions falses contingudes en L'exposició clara). Refutació d'un llibre d'Abú Muhàmmad al-Wahid ibn Abd-al-Karim al-Zamlakaní.
- Taʿqīb Kitāb al-maʿālim fī uṣūl al-fiqh (Comentari del Llibre de les principals característiques dels fonaments del dret). Glosa d'un llibre de Fakhr-ad-Din ibn al-Khatib ar-Razí. Obra perduda.

### Poesia
Escrigué nombrosos poemes de temàtica diversa (panegírics, elegíacs, sapiencials, eròtics, descriptius), tot i que la major part de l'obra està intercalada en la seva correspondència literària, a excepció d'alguns poemes recopilats en antologies.
Va tractar la temàtica del paradís perdut (al-firdaws al-mafqud) durant el seu exili a Carta a un amic, enviada al també poeta Ibn al-Abbar.